# Gabolshausener Bildstock

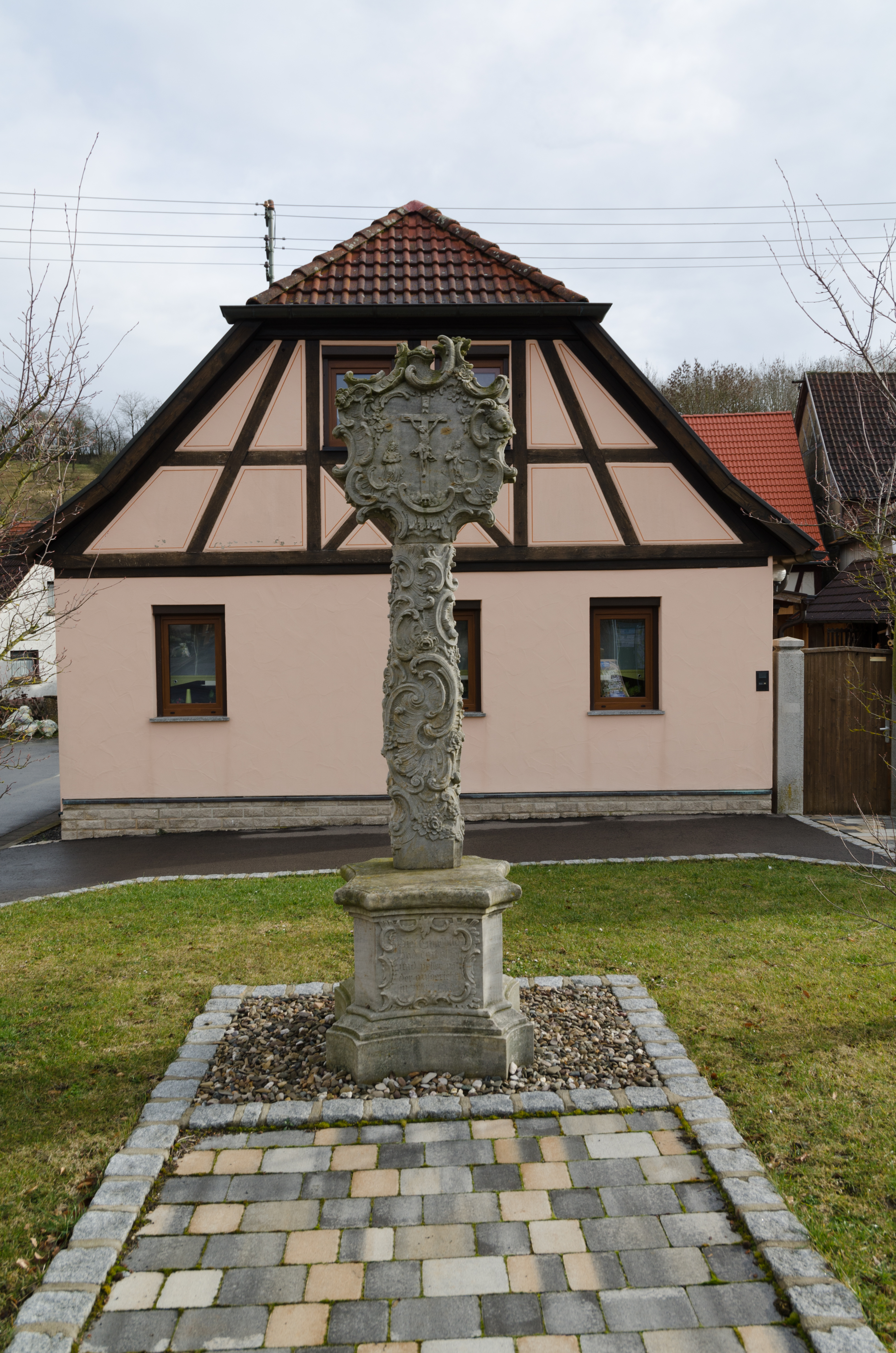
Replik des von Karl Albert 1767 geschaffenen Bildstockes im Stil des Rokoko

Der Gaboldshausener Bildstock gilt als eines der bedeutendsten Bildstöcke des Bildhauers Karl Albert. Standort der originalgetreuen Rokoko-Replik in Sandstein ist der öffentliche Raum in Gabolshausen, während sich das Original im Treffpunkt Grabfeld in der Schranne in Bad Königshofen befindet. Hier sind auch das Archäologiemuseum und das Museum für Grenzgänger zu finden.

## Geschichte und Beschreibung
1767 schuf Albert seinen wohl bekanntesten Bildstock aus Sandstein, ein Frühwerk des Künstlers, zugleich aber auch eines seiner ausgefeiltesten. Auftraggeber und Anlass sowie der Stiftungsgeber für das Bildwerk, das an seinem Sockel keine derartigen Hinweise bereithält, konnten sich trotz aufwendiger Recherche nicht ermitteln lassen. Als am wahrscheinlichsten gilt die These, das der Auftrag von der Gemeinde kam für den Bildhauer Peter Polder und dann durch seinen Schüler Albert ausgeführt wurde.
Die Inschrift am Postament lautet:

„Dies Gnadbild

hat carl albert

und petter pol-

der aufgericht

im Jahr 1767“

Der Gaboldshausener Bildstock gilt heute als einer der schönsten Rokoko-Bildstöcke Unterfrankens, dessen Original nach einer Restaurierung durch den in Königsberg in Bayern lebenden Bildhauer Pedro Schiller gegen Ende des 20., Anfang des 21. Jahrhunderts in das Diözesanmuseum in Astheim, in das dortige Museum Kartause Astheim verbracht wurde. Dort nun vor Witterungseinflüssen geschützt, steht das Werk stellvertretend für die Bildstock-Kunst und die Geschichte Frankens. Eine originalgetreue Kopie des Werkes, angefertigt von dem seinerzeit in Würzburg lebenden Bildhauer Peter Singer, wurde nach fünf Jahren im Rahmen eines „Open-Air-Gottesdienstes“ wieder am originalen Aufstellplatz im Geburtsort von Karl Albert gesegnet.